# Хтонични божества
В древногръцката религия и митология и като хтонични (от гр – χθόνιος – земни) сили се определят няколко групи същества. Хтонични богове са тези, които обитават подземния свят, като Хадес, Персефона, Хеката, Трофоний, ериниите и др. Някои други богове, които се причисляват към Олимпийците, могат да бъдат наречени и хтонични заради характеристиките на култовете си. Такива са Посейдон, Дионис, Деметра, Хефест, Артемида, Афродита. Богинята майка, в различните ѝ хипостази, също е хтонично божество – Кибела, Идайската Майка, Гея, Рея, Ма. Хтонични отвъдни същества са всички герои, също заради характеристиките на култа им. Хтоничност характеризира и култа към мъртвите.
Другата група божества в древногръцката религия са небесните, или Олимпийски богове. Двете групи са ясно разграничени само в митологията. В култа често се случва олимпийско божество да носи и хтонични характеристики, както и обратното (макар и по-рядко).
Хтонизмът на което и да е отвъдно същество се определя от характеристиките на култа, и най-вече от типа жертвоприношение. Жертвоприношението на хтоничните богове, героите и мъртвите се характеризира с олтар на нивото на земята или вкопана в земята жертвена яма. Съществува обредно изискване кръвта на жертвата да попие в земята. Жертвените животни, безкръвните жертви и другите дарове се изгарят изцяло и никакви части от тях не се ядат, нито се използват от хората, принесли жертвата. Предметите обикновено се начупват при принасянето им в дар. Нощните обреди, използването на факли и лампи са често срещано явление в хтоничните култове, тъй като възпроизвеждат представата за тъмнината в подземното царство. Музиката, изпълнявана на духови инструменти (флейти), е по-типична за хтоничните култове. Използването на психоактивни вещества също е характерно за тези култове, и по-конкретно за мистериалните от тях.
Хтоничните божества управляват плодородието и богатството, секса, раждането, смъртта и новото раждане. Те са свързани с пророчествата и оракулите. Те са по-близо до хората, отколкото небесните богове, и с тях по-лесно влизат в контакт. Дионис е хтоничното божество, което владее превъплъщенията, лудостта и екстаза, за които се смята че са състояния, в които божественото се докосва до човешкото.